# Ray King
Ray King (Alnwick, 15 de agosto de 1924 - Bangkok, 19 de julio de 2014) fue un entrenador y futbolista británico que jugaba en la demarcación de portero.

## Biografía
Se formó como futbolista en el Newcastle United FC. Jugó en St James' Park durante cuatro años, hasta que en 1946 fichara por el Leyton Orient FC, jugando tan sólo un partido. Tras un breve paso por el Ashington Community AFC, en 1949 fue traspasado al Port Vale FC. Durante su estancia en el club llegó a jugar 252 partidos, llegando a ganar la Football League One cinco años después de su debut con el club. En 1957 se convirtió en el jugador-entrenador del Boston United FC durante tres temporadas. Tras su retiro en 1960 también entrenó al Poole Town FC y al Sittingbourne FC en 1963.
Falleció el 19 de julio de 2014 en su residencia de Bangkok a los 89 años de edad.

## Clubes

### Como futbolista
| Club                    | País       | Año         | Partidos | Goles |
| ----------------------- | ---------- | ----------- | -------- | ----- |
| Newcastle United FC     | Inglaterra | 1942 - 1946 | ¿?       | ¿?    |
| Leyton Orient FC        | Inglaterra | 1946 - 1947 | 1        | 0     |
| Ashington Community AFC | Inglaterra | 1948 - 1949 | ¿?       | ¿?    |
| Port Vale FC            | Inglaterra | 1949 - 1957 | 252      | 0     |
| Boston United FC        | Inglaterra | 1957 - 1960 | ¿?       | ¿?    |

### Como entrenador
| Club             | País       | Año         |
| ---------------- | ---------- | ----------- |
| Boston United FC | Inglaterra | 1957 - 1960 |
| Poole Town FC    | Inglaterra | 1960 - 1963 |
| Sittingbourne FC | Inglaterra | 1963        |

## Palmarés

### Campeonatos nacionales
| Título              | Club         | País       | Año  |
| ------------------- | ------------ | ---------- | ---- |
| Football League One | Port Vale FC | Inglaterra | 1954 |